# Give In to Me
"Give In to me" er en sang fra den amerikanske popsanger Michael Jacksons Dangerous-album. 
Sangen handler om en kvinde, som Michael Jackson elsker, men hun er kold over for ham. Michael Jackson kan ikke selv forstå dette, og han vil have hende til at give efter for hans ønsker ('Give In to Me').
Slash fra Guns N' Roses spiller guitar på sangen. Slash hjalp Michael Jackson med Dangerous-albummet samt det senere HIStory-album. Han var også med i Staples Center i år 2001. Udover "Give In to Me" medvirkede han også på "D.S." og "Black or White".
| Musik | Spire Denne musikartikel er en spire som bør udbygges. Du er velkommen til at hjælpe Wikipedia ved at udvide den. |